# Cantó d'Avinyó Sud
El cantó d'Avinyó Sud és una antiga divisió administrativa francesa del departament de la Valclusa, situat al districte d'Avinyó. Compta amb part del municipi d'Avinyó. Va desaparèixer el 2015.

## Municipis
- Avinyó

| Data d'elecció                           | Identitat               | Partit | Qualitat |
| ---------------------------------------- | ----------------------- | ------ | -------- |
| 1967-1973                                | M. Duplan               | RI     |          |
| 1973-1979                                | M. Dubois               | CD     |          |
| 1979-1989                                | Guy Ravier              | PS     |          |
| 1989-1992                                | Henri Coupon            | PS     |          |
| 1992-1998                                | René Dubois             | UDF    |          |
| 1998-2015                                | Michèle Fournier-Armand | PS     |          |
| les dades anteriors no són pas conegudes |                         |        |          |
|                                          |                         |        |          |